# Градина (Власеница)
Градина (серб. Градина / Gradina) — село в общине Власеница Республики Сербской Боснии и Герцеговины. Население составляет 425 человек по переписи 2013 года.